# Gora Tall
Gora Tall (Louga, 20 maggio 1985) è un ex calciatore senegalese, di ruolo difensore.